# Tatu
Tatu (på ryska: Тату; som logotyp: t.A.T.u.) var en rysk pop/rockgrupp bestående av Julia Volkova (Юлия Волкова, född 20 februari 1985) och Jelena Katina (Елена Катина, född 4 oktober 1984). Tatu bildades år 1999 av Ivan Sjapovalov (Иван Шаповалов). Båda gruppmedlemmarna hade varit med i den populära ryska barngruppen Neposedy (Непоседы). Gruppen splittrades i mars år 2011, eftersom Volkova och Katina ville göra solokarriärer.

## Karriär

### Bakgrund
År 2000 släpptes gruppens första singel, Ja sosjla s uma (Я сошла с ума) (All The Things She Said). Sången, som handlar om kärlek mellan två unga flickor, väckte stor uppmärksamhet.
2001 gav Tatu ut sitt första album 200 Po Vstretjnoj (200 по встречной) under skivbolaget Neformat (Неформат). Samtidigt gavs deras andra singel ut: Nas Ne Dogonjat (Нас не догонят) (Not Gonna Get Us).
I augusti 2001 började gruppen planera en engelsk version av debutskivan. De spelade även in en tredje musikvideo till sången 30 minutes (30 минут).

### Framgången
Samma år åkte Tatu på turné i Ryssland, Vitryssland, Ukraina och Baltikum. I oktober 2001 släpptes Ya Shosla S Uma som singel i Slovakien, Tjeckien och Bulgarien. I Bulgarien gick låten in på första plats på ”ungdomslistan”. Runt den här tiden började Neformat förhandla med skivbolaget Interscope Records.
I november släpptes singeln Nas ne Dagoniat i Slovakien, Tjeckien, Bulgarien och Polen, och albumet 200 Po Vstretjnoj likaså. I december åkte Tatu på turné i Tyskland. Efter konserten tog tyska Universal Music beslutet att släppa albumet i Tyskland.
I början av 2001 började Lena och Julia spela in det engelska albumet i England och i Los Angeles. I februari utgav Universal Music Russia en andra version av 200 Po Vstretjnoj med tilläggslåten Klouny (Клоуны) samt remixer av 30 minutes och Maltjik-gay (Мальчик-гей).
Den 12 april släpptes den uppmärksammade singeln och videon Prostye dvizjenija (Простые движения) som bland annat antyder att de enkla rörelser (prostye dvizjenija) som de sjunger om är onani.
Den 1 juli började inspelningen av videon till All the things she said som är den engelska versionen av Ja sosjla s uma. Man filmade om de klipp där Tatu sjunger och ville återskapa miljöer och utseende på Julia och Lena, trots att det gått två år sedan originalet. 200 Po Vstretjnoj släpptes i USA under artistnamnet Tatu, skrivet t.A.T.u. (eftersom det redan fanns en australisk grupp som heter Tatu) och All the things she said blev mycket populär.
Tatu representerade Ryssland i Eurovision Song Contest 2003 med bidraget Ne Ver, Ne Bojsia, som röstades fram till tredje plats i finalen i Riga, Lettland. t.A.T.u har haft stora framgångar med sitt debutalbum 200 km/h in the wrong lane. Gruppen anspelade på ryktet om att de skulle vara ett par, spritt av managern Ivan Sjapovalov. En dokumentär om gruppen på rysk TV hävdade att detta inte var sant. År 2004 bröt t.A.T.u samarbetet med Ivan Shapovalov.

### Fortsättningen
2005 släppte de succésingeln All About Us. I slutet av 2005 kom albumet Dangerous and Moving.
2009 släpptes albumet Vesyole Ulybki. Den engelska motsvarigheten till albumet fick namnet Waste Management och släpptes 30 oktober 2009. Från albumet släpptes hitsinglarna 220, White Robe och You and I.
Vid filmfestivalen i Cannes 2008 premiärvisades deras film You and I, där Mischa Barton spelar en av huvudrollerna.

### Slutet
I slutet av mars 2011 meddelade Tatu pressen att bandet splittras på grund av inre konflikter, och att medlemmarna ville göra solokarriärer. Tatu tackade alla fans för lojaliteten under de 12 åren de varit aktiva.

### Återföreningen?
Lena Katina meddelade hösten 2021 att Tatu kommer framträda tillsammans igen år 2022. De är bland annat inbokade för en konsert i Sverige i augusti, men på grund av Rysslands invasion av Ukraina 2022 är det oklart om den kommer kunna genomföras.

## Diskografi

### Studioalbum

#### Ryska
- 2001 – 200 Po Vstrechnoy (200 по встречной)
- 2005 – Lyudi Invalidy (Люди Инвалиды)
- 2008 - Vesyolye Ulybki (Весёлые улыбки)

#### Engelska
- 2002 – 200 km/h in the Wrong Lane
- 2005 – Dangerous and Moving
- 2009 – Waste Management

### Remixalbum
- 2003 – t.A.T.u. Remixes
- 2011 - Waste Management Remixes

### Singlar

#### Ryska
- 2000 – "Ya Soshla S Uma"
- 2001 – "Nas Ne Dogonjat"
- 2001 – "30 Minut"
- 2002 – "Prostye Dvizheniya"
- 2003 – "Ne Ver', Ne Boysia"
- 2005 – "Lyudi Invalidy"
- 2006 – "Novaya Model"
- 2006 – "Obez'yanka Nol"
- 2007 – "Beliy Plaschik"
- 2008 – "220"
- 2008 – "You and I"
- 2009 – "Snegopady"

#### Engelska
- 2002 – "All the Things She Said"
- 2003 – "Not Gonna Get Us"
- 2003 – "30 Minutes"
- 2003 – "How Soon Is Now?"
- 2005 – "All About Us"
- 2005 – "Friend or Foe"
- 2006 – "Gomenasai"
- 2006 – "Loves Me Not"
- 2009 – "Snowfalls"
- 2009 – "White Robe"
- 2010 – "Sparks"